# Bromid inditý
Bromid inditý je sloučenina bromu a india. Patří mezi Lewisovy kyseliny a byl používán jako katalyzátor v organické syntéze.

## Struktura
Tato sloučenina má stejnou krystalovou strukturu jako chlorid hlinitý. V kapalném skupenství tvoří dimer In2Br6, tato forma převažuje i ve skupenství plynném. Struktura tohoto dimeru je totožná se strukturou dimerního chloridu hlinitého Al2Cl6.

## Výroba a reakce
Chlorid inditý se vyrábí přímým slučováním india s bromem. InBr3 vytváří komplexní sloučeniny.
Reakcí s kovovým indiem vznikají bromidy india s nižším oxidačním číslem, InBr2, In4Br7, In2Br3, In5Br7, In7Br9 a InBr.